# Isdes
Isdes är en kommun i departementet Loiret i regionen Centre-Val de Loire strax norr Frankrikes mitt. Kommunen ligger i kantonen Sully-sur-Loire som tillhör arrondissementet Orléans. År 2022 hade Isdes 531 invånare.

## Befolkningsutveckling
Antalet invånare i kommunen Isdes
| Referens: INSEE |